# 阿代马尔·巴雷·德·圣维南
阿代马尔·巴雷·德·圣维南（法語：Adhémar Barré de Saint-Venant，法語發音：[ademaʁ baʁe də sɛ̃ vənɑ̃]；1797年8月23日—1886年1月6日），法国力学家、工程师和数学家。

## 生平
1797年圣维南出生在福尔图瓦索城堡（château de Fortoiseau），1813年进入综合理工学院学习，师从盖-吕萨克。后来圣维南又进入桥梁道路学院（Ingénieur des ponts et chaussées）学习。
作为一名工程师，圣维南利用业余时间研究力学理论，并向法国科学院提交他的论文。后来他重回桥梁道路学院教学，并继续他的研究工作。1868年圣维南被推选为法国科学院成员。